# 606

## Nașteri
- dată necunoscută: Regina Seondeok de Silla  (d. 647)
- dată necunoscută: Rothari al longobarzilor  (d. 652)
- dată necunoscută: Fatima bint Mahomed  (d. ?)

## Decese
- 22 februarie: Papa Sabinianus  (n. 530)